# Беженцы (картина)
«Беженцы» (латыш. Bēgļi) — картина латышского художника Екабса Казакса, написанная в 1917 году.

## Описание
Написана маслом на холсте, имеет размеры 210,5 × 107 мм. Картина является частью коллекции Латвийского национального художественного музея в Риге.

## Анализ
На картине запечатлена латышская национальная трагедия изгнания из Курземе и Земгале после начала Первой мировой войны. В нем раскрывается суровая история крестьянской семьи, покидающей родной дом во время войны. Старик изображен подобно отвесной скале. Его могучая фигура символизирует силу. Образ пожилой женщины источает мудрость и силу национального духа. Молодая женщина с младенцем символизирует бесконечный цикл жизни. Беженцы испытывают внутреннюю злость и тоску. Однако это не дает им поддаться отчаянию, эти люди проявляют духовную и физическую силу. Надежда вернуться на родину наполняет их сердца. Эта монументальная картина считается одной из высочайших вершин латвийского классического модернизма.